# Michele Timms
Michele Timms (28 de junho de 1965) é uma ex-basquetebolista profissional australiana, medalhista olímpica.

## Carreira
Michele Timms integrou a Seleção Australiana de Basquetebol Feminino, em Sydney 2000, conquistando a medalha de prata.